# Omer Klein

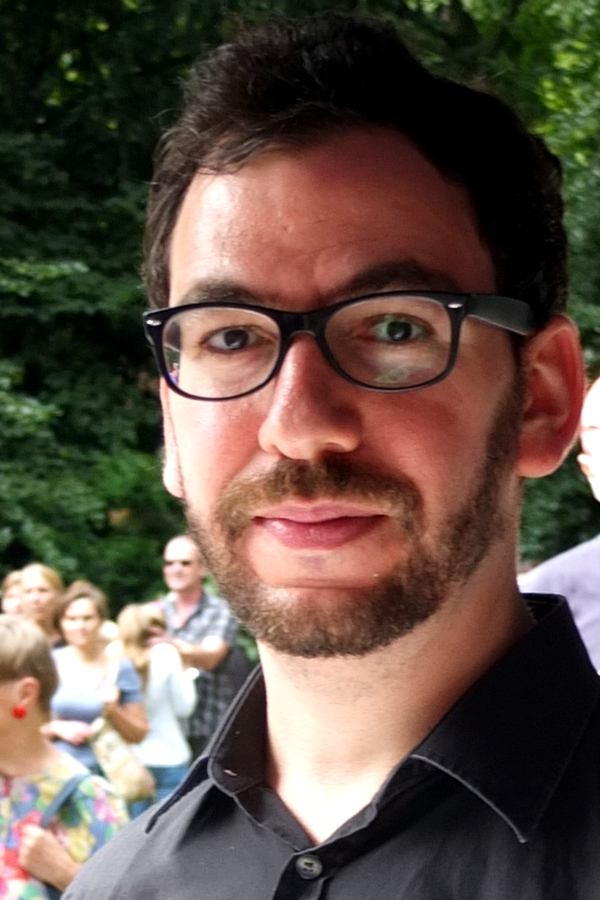
Omer Klein 2016 nach einem Auftritt im Hofgarten (Düsseldorf)

Omer Klein (hebräisch עומר קליין; * 15. Mai 1982 in Israel) ist ein israelischer Jazzpianist und Komponist. Stilistisch wird er auch von Einflüssen jenseits des Modern Jazz inspiriert, etwa „von der traditionellen Musik seiner orientalischen Kultur“.

## Leben und Wirken
Klein, der in Netanja aufwuchs, begann mit sieben Jahren, Klavier zu spielen und verfasste erste  Kompositionen. Als Jugendlicher studierte er Jazz an der Thelma Yellin Hochschule der Künste und gab mit 16 Jahren erste Konzerte. Die Beilage Akhbar Ha'ir der Zeitung Ha`ir aus Tel Aviv bezeichnete ihn bereits früh als „einen der faszinierendsten Künstler den das Land im letzten Jahrzehnt hervorgebracht hat“. 2005 zog Klein in die USA, um in Boston am New England Conservatory bei Danilo Pérez zu studieren. Schnell wurde er zu einem viel beachteten und angesehenen Musiker der lokalen Jazzszene und spielte u. a. an prestigeträchtigen Orten wie dem Blue Note oder dem Jazz At Lincoln Center. Er zog dann von Boston nach New York, wo er mit Joel Frahm, Mark Feldman, Clarence Penn, Ben Street, Meshell Ndegeocello, Jason Lindner, Avishai Cohen, Donny McCaslin und Jaleel Shaw arbeitete.
Seit 2006 spielte Klein unter seinem Namen zehn Alben ein, davon eines mit dem Titel Duet im Duo mit dem Bassisten Haggai Cohen-Milo und mehrere mit dem „Omer Klein Trio“ mit Haggai Cohen-Milo und den Schlagzeugern Ziv Ravitz bzw. Amir Bresler. Das Trio-Album Rockets on the Balcony (2010), das auf John Zorns Tzadik-Label erschien, wurde im Down Beat und in der JazzTimes besonders hervorgehoben. Zeitweise lebte Klein in Düsseldorf, für dessen Schauspielhaus er 2011 die Theatermusik zu Lemon Tree komponierte. Er ist auch auf Alben von Alon Lotringer, Daniel Zamir und Omer Avital zu hören.

## Preise und Auszeichnungen
Klein ist Preisträger verschiedener Jazz-Wettbewerbe; 2006 gewann er den ersten Preis der Jazz Hoeilaart International Competition in Belgien. 2013 und 2015 wurde er der Förderpreisträger für Musik der Landeshauptstadt Düsseldorf.

## Diskografie (Auswahl)
- Omer Klein & Haggai Cohen-Milo: Duet (2006, fsnt)
- Introducing (2007, Small Records)
- Heart Beats (2009, Small Records)
- Rockets on the Balcony (2010, Tzadik)
- To The Unknown  (2013, Plus Loin Music)
- Fearless Friday (2015, Neuklang)
- Sleepwalkers (2017, Warner Music)
- Radio Mediteran  (2019, Warner Music)
- Personal Belongings (2021, Warner Music, mit Haggai Cohen-Milo, Amir Bresler)
- Life & Fire (2023, Warner Music, mit Haggai Cohen-Milo, Amir Bresler)[7]